# Grünbusch

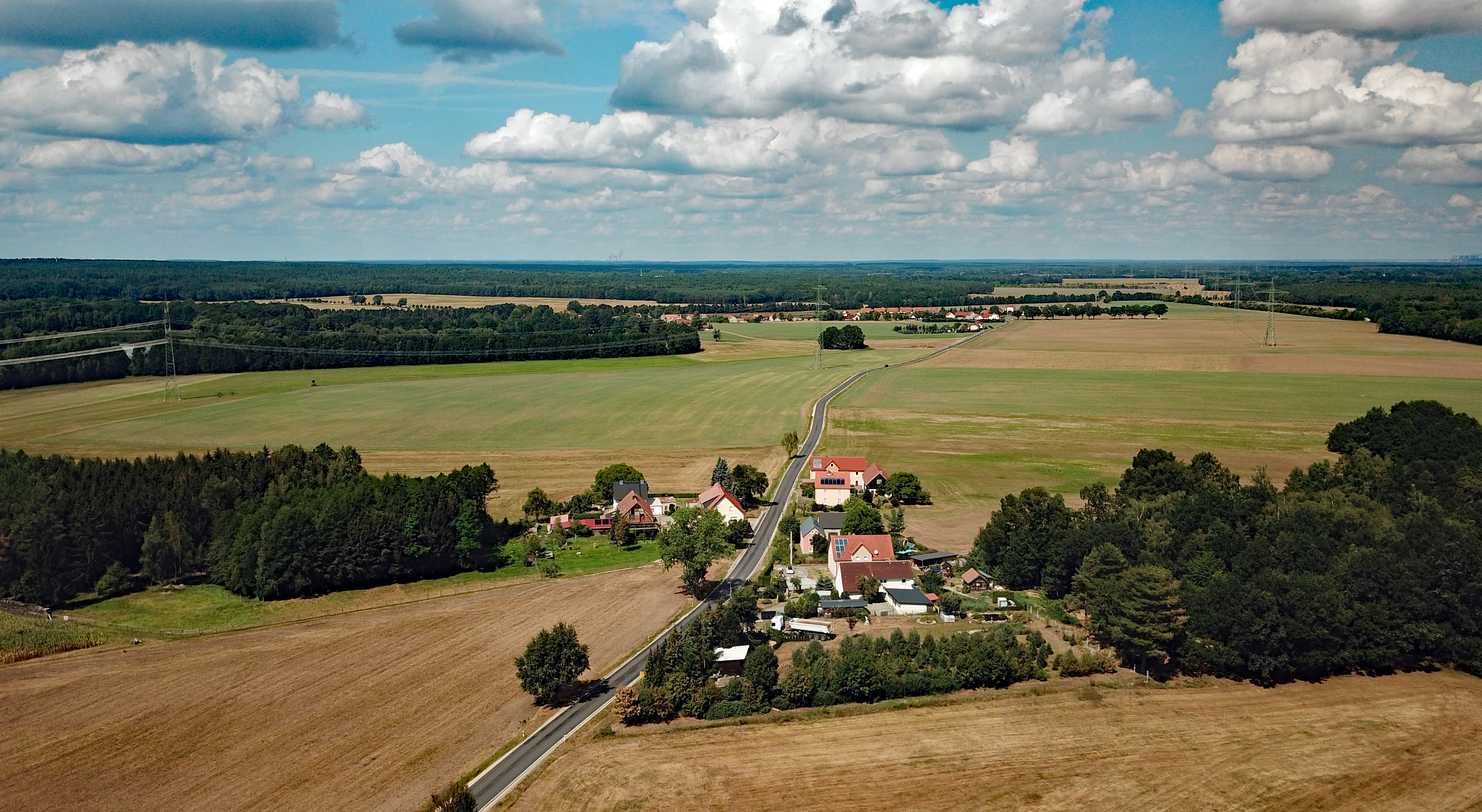
Luftbild

Grünbusch, obersorbisch Haj, ist ein Dorf im Nordosten des sächsischen Landkreises Bautzen. Es zählt zum offiziellen sorbischen Siedlungsgebiet in der Oberlausitz und gehört zur Gemeinde Radibor.